# 18189 Medeobaldia
18189 Medeobaldia è un asteroide della fascia principale.
Scoperto nel 2000, presenta un'orbita caratterizzata da un semiasse maggiore pari a 2,7027100 UA e da un'eccentricità di 0,0360270, inclinata di 1,84402° rispetto all'eclittica.